# Đất thổ cư
Đất thổ cư là từ truyền thống chỉ đất ở và được sử dụng từ trước khi có Luật Đất đai ban thành. Theo Thông tư 27/2018/TT-BTNMT ngày 14/12/2018 quy định đất ở là đất để xây dựng nhà ở, các công trình phục vụ cho đời sống và vườn, ao gắn liền với nhà ở đã được công nhận là đất ở. Trường hợp thửa đất có vườn ao gắn liền với nhà ở mà chưa được công nhận quyền sử dụng đất thì diện tích đất ở được xác định tạm thời bằng hạn mức giao đất ở mới theo quy định của Ủy ban nhân dân cấp tỉnh.
Đất ở bao gồm đất ở tại nông thôn, đất ở tại đô thị.
Trường hợp đất ở có kết hợp sử dụng vào mục đích sản xuất, kinh doanh phi nông nghiệp (kể cả nhà chung cư có mục đích hỗn hợp) thì ngoài việc thống kê theo mục đích đất ở phải thống kê cả mục đích phụ là đất sản xuất, kinh doanh phi nông nghiệp, theo mục đích đất ở phải thống kê cả mục đích phụ là đất sản xuất, kinh doanh phi nông nghiệp. Tại mục 2.1 Phụ Lục số 01 Giải thích cách xác định loại đất, loại đối tượng sử dụng đất, loại đối tượng quản lý đất./.

## Các loại mã đất
- "ONT" là đất ở tại nông thôn;
- "ODT" là đất ở tại đô thị;
- "TSC" là đất trụ sở cơ quan, công trình sự nghiệp của Nhà nước;
- "TSK" là đất trụ sở khác;
- "CQP" là đất quốc phòng;
- "CAN" là đất an ninh; "SKK" là đất khu công nghiệp;
- "SKC" là đất cơ sở sản xuất, kinh doanh;
- "SKS" là đất cho hoạt động khoáng sản;
- "SKX" là đất sản xuất vật liệu, gốm sứ;
- "DGT" là đất giao thông; "DTL" là đất thủy lợi;
- "DNL" là đất công trình năng lượng;
- "DBV" là đất công trình bưu chính, viễn thông;
- "DVH" là đất cơ sở văn hóa;
- "DYT" là đất cơ sở y tế;
- "DGD" là đất cơ sở giáo dục - đào tạo;
- "DTT" là đất cơ sở thể dục - thể thao;
- "DKH" là đất cơ sở nghiên cứu khoa học;
- "DXH" là đất cơ sở dịch vụ về xã hội;
- "DCH" là đất chợ;
- "DDT" là đất có di tích, danh thắng;
- "DRA" là đất bãi thải, xử lý chất thải;
- "TON" là đất tôn giáo;
- "TIN" là đất tín ngưỡng;
- "NTD" là đất nghĩa trang, nghĩa địa;
- "MNC" là đất có mặt nước chuyên dùng;
- "PNK" là đất phi nông nghiệp khác. Đối với đất SX nông lâm nghiệp:
- "LUA" là đất trồng lúa
- "COC" là đất cỏ dùng vào chăn nuôi;
- "HNK" là đất trồng cây hằng năm khác;
- "CLN" là đất trồng cây lâu năm;
- "RSX" là đất rừng sản xuất;
- "RPH" là đất rừng phòng hộ;
- "RDD" là đất rừng đặc dụng;
- "NTS" là đất nuôi trồng thủy sản;
- "LMU" là đất làm muối;
- "NKH" là đất nông nghiệp khác./.